# Werkendam
Werkendam (brabançó Wérkendèm) és un municipi de la província del Brabant del Nord, al sud dels Països Baixos. L'1 de gener del 2009 tenia 26.388 habitants repartits sobre una superfície de 121,73 km² (dels quals 17,02 km² corresponen a aigua). Limita al nord amb Hardinxveld-Giessendam (Holanda del Sud) i Gorinchem (Holanda del Sud), a l'oest amb Dordrecht (Holanda del Sud), a l'est amb Woudrichem i Aalburg i al sud Drimmelen, Geertruidenberg i Waalwijk.

## Centres de població
- Dussen
- Hank
- Nieuwendijk
- Sleeuwijk
- 't Zand
- Werkendam

## Ajuntament
- CDA 7 regidors
- Stuurgroep Dorpsbelang Combinatie SDC 6 regidors
- PvdA 3 regidors
- SGP 3 regidors
- ChristenUnie 1 regidor
- Fractie du Burck 1 regidor (escissió del PvdA)